# 歸忠保順可汗
通顺（?—?），夜落隔氏，甘州回鹘可汗，被册封为歸忠保順可汗、宝国可汗、宝物可汗。
北宋天圣元年（1023年）五月，甘州夜落隔通顺遣使阿葛之、王文贵来朝贡宋朝。六月，宋仁宗下诏甘州回纥外甥可汗王夜落隔通顺特封归忠保顺可汗王。二年（1024年）五月，夜落隔通顺遣使都督习信等十四人来宋朝朝贡马及黄湖绵、细白。三年（1025年）四月，可汗王、公主及宰相撒温讹来宋朝进贡马、乳香。宋朝赐银器、金带、衣著。五年（1027年）八月，夜落隔通顺遣使安万东等一十四人来宋朝进贡。六年（1028年）二月，夜落隔通顺遣人来宋朝进贡。
後來因西夏進攻甘州城而出奔，不知所終。